# Phường 8, thành phố Bạc Liêu
Phường 8 là một phường cũ thuộc thành phố Bạc Liêu, tỉnh Bạc Liêu, Việt Nam.

## Địa lý
Phường 8 nằm ở phía tây bắc thành phố Bạc Liêu, có vị trí địa lý:
- Phía đông giáp Phường 7
- Phía tây và phía bắc giáp huyện Vĩnh Lợi
- Phía nam giáp Phường 3.

Phường 8 có diện tích 5,77 km², dân số năm 2022 là 10.144 người, mật độ dân số đạt 1.758 người/km².

## Hành chính
Phường 8 được chia thành 6 khóm: 1, 2, 3, Cầu Sập, Trà Kha, Trà Khứa.

## Lịch sử
Sau năm 1975, Phường 8 thuộc thị xã Bạc Liêu, tỉnh Bạc Liêu.
Ngày 29 tháng 12 năm 1978, Hội đồng Chính phủ ban hành Quyết định số 326-CP. Theo đó, Phường 8 thuộc thị xã Minh Hải, tỉnh Minh Hải.
Ngày 17 tháng 5 năm 1984, Hội đồng Bộ trưởng ban hành Quyết định số 75-HĐBT về việc đổi tên thị xã Minh Hải thành thị xã Bạc Liêu thuộc tỉnh Minh Hải. Khi đó, Phường 8 thuộc thị xã Bạc Liêu.
Ngày 2 tháng 2 năm 1991, Ban Tổ chức Chính phủ ban hành Quyết định số 51/QĐ-TCCP về việc sáp nhập một phần của Phường 1 mới giải thể vào Phường 8.
Ngày 6 tháng 11 năm 1996, Quốc hội ban hành Nghị quyết về việc chia tỉnh Minh Hải thành tỉnh Bạc Liêu và tỉnh Cà Mau. Khi đó, Phường 8 thuộc thị xã Bạc Liêu, tỉnh Bạc Liêu.
Ngày 27 tháng 8 năm 2010, Chính phủ ban hành quyết định số 32/NQ-CP về việc thành lập thành phố Bạc Liêu thuộc tỉnh Bạc Liêu. Phường 8 trực thuộc thành phố Bạc Liêu.
Tính đến ngày 31 tháng 12 năm 2022, Phường 8 có 11,03 km² diện tích tự nhiên, quy mô dân số là 13.697 người và 8 khóm: 1, 2, 3, 8, Cầu Sập, Trà Kha, Trà Kha B, Trà Khứa.
Ngày 24 tháng 10 năm 2024, Ủy ban Thường vụ Quốc hội ban hành Nghị quyết số 1254/NQ-UBTVQH15 về việc sắp xếp đơn vị hành chính cấp xã của tỉnh Bạc Liêu giai đoạn 2023 – 2025 (nghị quyết có hiệu lực từ ngày 1 tháng 12 năm 2024). Theo đó, điều chỉnh 5,26 km² diện tích tự nhiên và quy mô dân số 3.553 người của Phường 8 vào Phường 3.
Phường 8 có 5,77 km² diện tích tự nhiên và quy mô dân số 10.144 người.

## Kinh tế - xã hội
Một số cơ sở trên địa bàn phường:
- Khu công nghiệp Trà Kha
- Trường Đại học Bạc Liêu cơ sở 1
- Đài Phát thanh - Truyền hình Bạc Liêu.

## Giao thông
- Đường tránh Quốc lộ 1
- Đường 23 tháng 8 (Quốc lộ 1 cũ)
- Đường Võ Thị Sáu
- Đường Trần Huỳnh
- Đường Bà Huyện Thanh Quan
- Đường Nguyễn Hữu Nghĩa
- Đường Công Xi Rượu.